# Karneval, anđeo i prah (1990.)
Karneval, anđeo i prah je hrvatski dugometražni film iz 1990. godine.

## Glumačka postava

### Karneval
- Boris Dvornik kao Visko
- Ivica Vidović kao Nane Bardela
- Rade Šerbedžija kao pisac
- Zvonimir Zoričić kao doktor Delongo
- Danko Ljuština kao magistar Budikovac
- Zijah Sokolović kao žandar
- Danči Fabijanić
- Aleksandar Čakić
- Petar Jelaska
- Jasna Malec Utrobičić
- Đuro Utješanović
- Nada Abrus kao Delongova supruga
- Mate Gulin
- Zvonko Lacmanović
- Darko Rogulić
- Goran Omašić
- Mladen Lacmanović
- Damir Štrkalj
- Anđelko Babačić

### Anđeo
- Tonko Lonza kao Albert
- Ena Begović kao Frida
- Milka Podrug-Kokotović kao gazdarica
- Alen Liverić kao šegrt

### Prah
- Žarko Potočnjak kao Tonko
- Bernarda Oman kao Ana
- Marija Kohn kao Lucija
- Asja Jovanović kao starica
- Siniša Popović kao geometar